# J.D.T. Mulopwe
 (juillet 2016).
Si vous disposez d'ouvrages ou d'articles de référence ou si vous connaissez des sites web de qualité traitant du thème abordé ici, merci de compléter l'article en donnant les références utiles à sa vérifiabilité et en les liant à la section « Notes et références ».
J.D.T Mulopwe, de son vrai nom Jackie Mulopwe, est un auteur-compositeur-interprète et danseur congolais né le 7 juin 1968 à Kinshasa.

## Biographie
Il a commencé sa carrière musicale au sein du groupe IBG Musica à Bandal en 1987. Ensuite, il évolue aux côtés de Marie Paul, Ricoco Bulambemba, Aimé Buanga et Zing-Zong dans Wenge Musica Aile Paris de 1991 à 1993 il participa à l'album solo de Ricoco Bulambemba intitulé Molangi ya Malasi. Il commence sa carrière professionnelle en 1991 et en 1992 il interpréta la chanson de Zing-Zong intitulé Decepta dans l'album Nganga Nzambe de Marie Paul & Zing-Zong. En 1993 il fonde Wenge El-Paris avec Marie Paul & Zing-Zong, ensuite il quitta Wenge El-Paris pour rejoindre le groupe de Werrason Wenge Musica Maison Mère. En 1997, il affronta de grandes salles avec le Wenge Musica comme le Palais des sports, Stade des Martyrs ou en 2000 Bercy et en 2002 le Zénith de Paris. En 2002 dans l'album À la queue leu leu où il mit sa chanson qui a été un succès cette chanson s'appelle Examen.
En 2004 il quitte le groupe pour fonder avec Ferre Gola, Bill Clinton Kalonji, Serge Mabiala, Mimiche Bass, Japonais Maladi, Pikas Mbayabo & Papy Mbonda, Les Marquis De Maison-Mère,ils sortent l'album Miracle qui a été un succès dans le monde entier et ils ont été couronnés aux Kora Awards en 2005 en tant que meilleur groupe africain de l'année. Il se sépara avec ses amis et il fonda Les Marquis Plus. Il sort son premier album solo qui s'intitula Eluka Makambo qui a connu un succès dans le monde entier a ses cotes il y a des chanteurs comme Gemerose ou Bébé Kérozene l'ancien animateur du Quartier Latin de Koffi Olomidé qui ont contribue au succès de cet album. En 2008 il sort son nouvel album qui s'intitule Moleki Nzela.
Il est aussi réputé pour son succès auprès des femmes d'où son nom de J.D.T. Le Mignon Garçon. Après Moleki Nzela, il a rompu son contrat avec le label Drtv pour des raisons personnelles, et depuis il prépare son nouvel album de dix chansons, Acteur principal.

## Les Marquis De Maison Mère (depuis 2004)
Après des années de long succès dans Wenge Musica Maison Mère sans parler des départs comme celui du fondateur Didier Massela qui était parti fonder Wenge Musica 5/5 et aussi d'Adolphe Dominguez qui était parti fonder son orchestre Wenge Tonya Tonya, c'est en 2004 que J.D.T. Mulopwe aussi mènera une rébellion pour quitter Werrason & Wenge Musica Maison Mère, puis il quitte en compagnie de ses coéquipiers comme Ferre Gola, Bill Clinton Kalonji, Serge Mabiala, Japonais Maladi, Pikas Mbayabo ,Mimiche Bass, Papy Mbonda & Thierry Synthé pour monter un groupe qui aura pour nom Les Marquis De Maison Mère .
Ils sortent en fin d'année 2004 l'album Miracle, des Marquis De Maison Mère, et la réussite de cet album avec des chansons comme Amour Intérêt,100 Kilos et Papitcho nyanx signée Ferre Gola, École,Miami et Éric Gwenye signée Jdt Mulopwe, Trahison , Vous me reverrez et Madame la Tortue signée Bill Clinton, 100 Kilos signée Ferre Gola reçoit un accueil positif par le public et déclenchera ce qu'on appelle la “Révolution G5” qui veut dire 5e Génération.

## Discographie
- Miracle (2004) avec Les Marquis de Maison-Mère
- Eluka Makambo (2005)
- Moleki Nzela (2008)
- Acteur Principal (2018)

## DVD Clips
- Miracle Vol.1 (Clips) (2005) avec Les Marquis de Maison-Mère
- Eluka Makambo (2005)
- Moleki Nzela (2008)